# Longchamps (Aisne)
Pour les articles homonymes, voir Longchamps.
Longchamps est une localité de la commune de Vadencourt et une ancienne commune française, située dans le département de l'Aisne en région Hauts-de-France.

## Géographie
La commune avait une superficie de 2,56 km2.

## Histoire
Le 1er janvier 1971, elle est supprimée à la suite d'un arrêté préfectoral du 31 décembre 1970. Son territoire est alors rattaché à la commune voisine de Vadencourt-et-Bohéries par le même arrêté et la nouvelle entité prend le nom de Vadencourt.

## Administration
Jusqu'à sa suppression en 1971, la commune faisait partie du canton de Guise dans le département de l'Aisne. Elle portait le code commune 02437. Elle appartenait aussi à l'arrondissement de Vervins depuis 1801 et au district de Vervins entre 1790 et 1795. La liste des maires de Longchamps est :
| Période                                  | Période | Identité | Étiquette | Qualité |
| ---------------------------------------- | ------- | -------- | --------- | ------- |
|                                          |         |          |           |         |
| Les données manquantes sont à compléter. |         |          |           |         |

## Démographie
Jusqu'en 1971, la démographie de Longchamps était :
| 1793 | 1800 | 1806 | 1821 | 1831 | 1836 | 1841 | 1846 | 1851 |
| ---- | ---- | ---- | ---- | ---- | ---- | ---- | ---- | ---- |
| 280  | 303  | 283  | 332  | 341  | 357  | 370  | 388  | 441  |

| 1856 | 1861 | 1866 | 1872 | 1876 | 1881 | 1886 | 1891 | 1896 |
| ---- | ---- | ---- | ---- | ---- | ---- | ---- | ---- | ---- |
| 444  | 440  | 487  | 475  | 484  | 474  | 470  | 466  | 427  |

| 1901 | 1906 | 1911 | 1921 | 1926 | 1931 | 1936 | 1946 | 1954 |
| ---- | ---- | ---- | ---- | ---- | ---- | ---- | ---- | ---- |
| 367  | 364  | 297  | 214  | 212  | 203  | 181  | 195  | 228  |

| 1962 | 1968 | - | - | - | - | - | - | - |
| ---- | ---- | - | - | - | - | - | - | - |
| 231  | 206  | - | - | - | - | - | - | - |

## Patrimoine

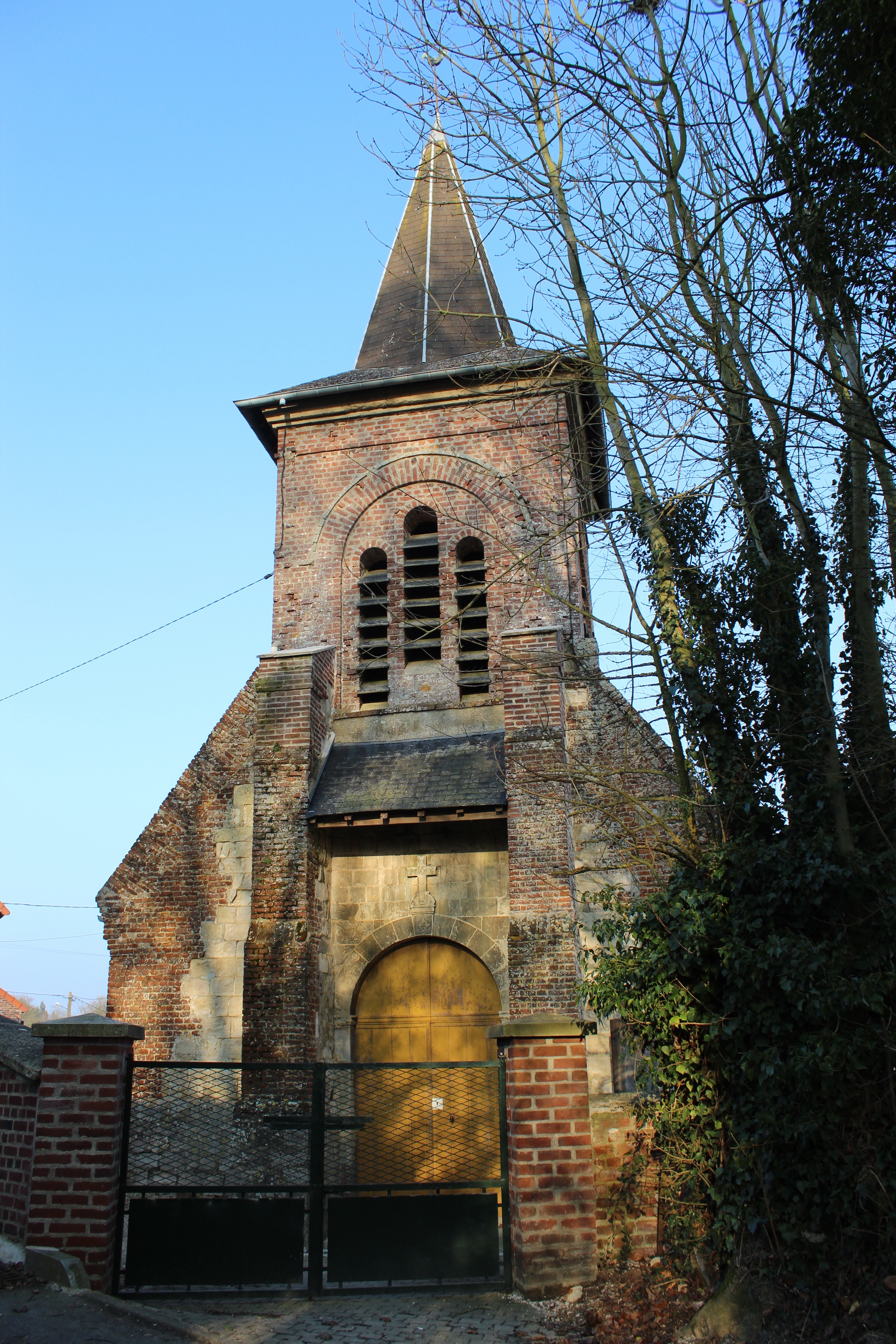
La façade de l'église.
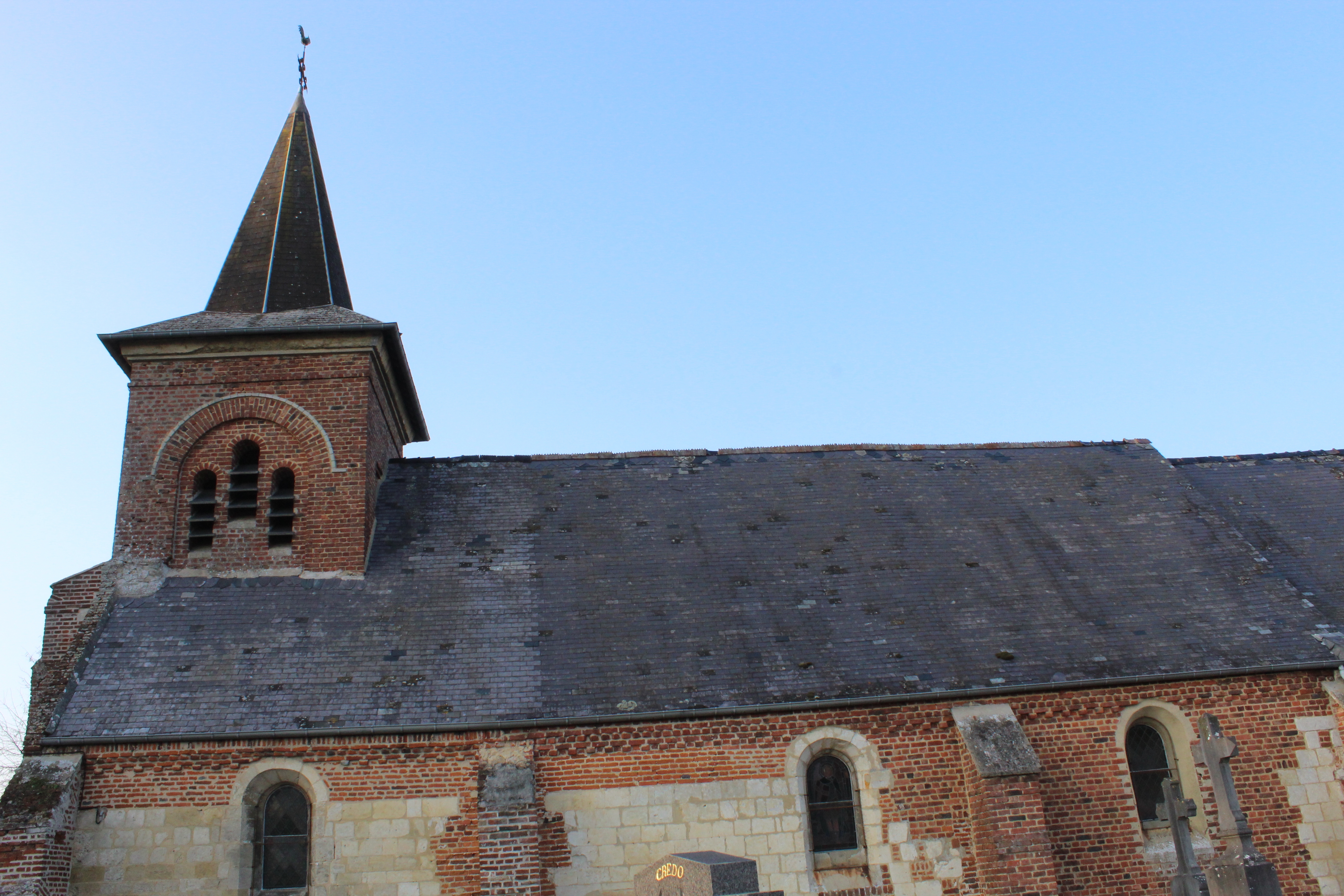
L'église.
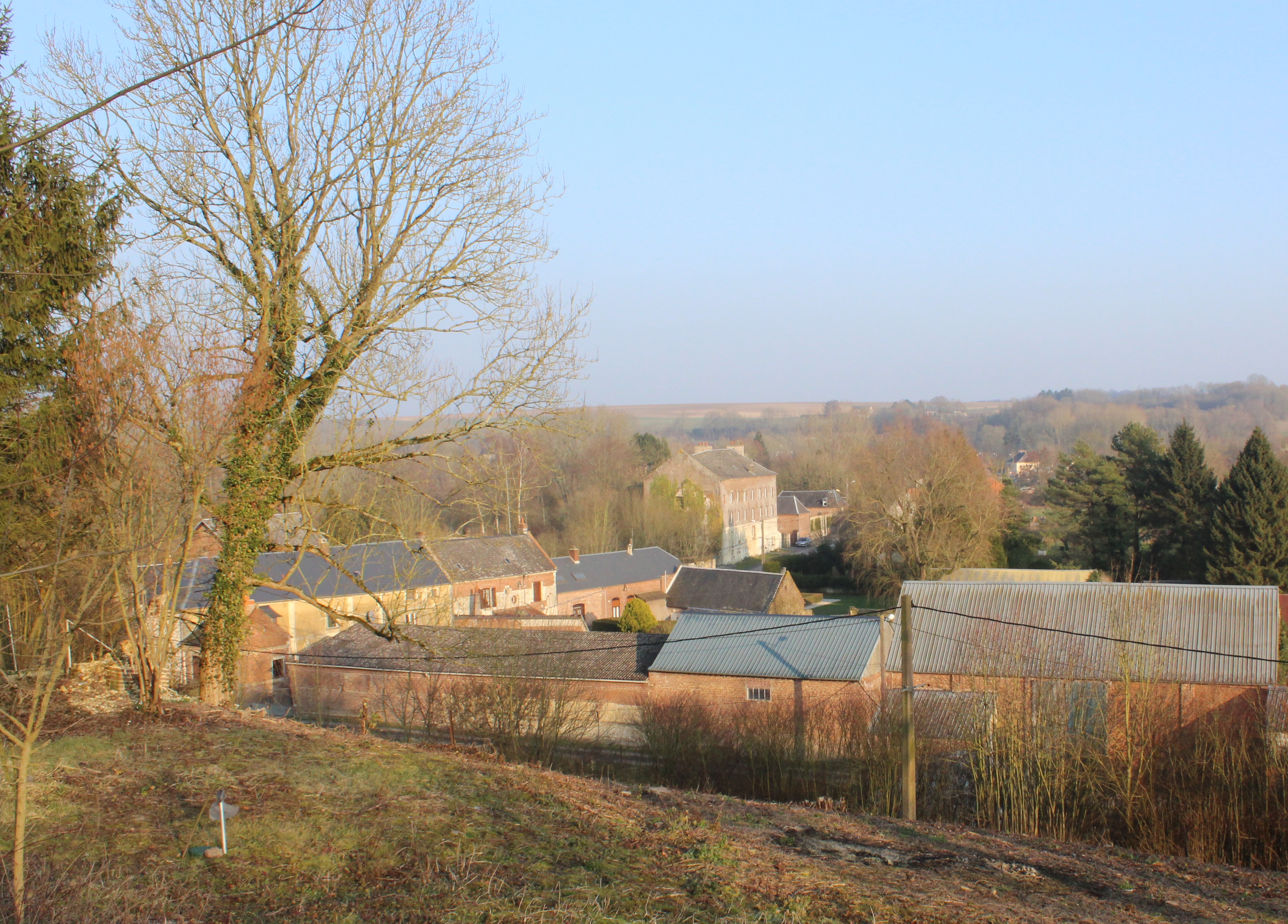
Vue générale depuis les hauteurs de l'église.